# Överberg
Överberg är en by, sedan 2015 klassad som en småort, i Svegs distrikt (Svegs socken) i Härjedalens kommun, Jämtlands län (Härjedalen). Byn ligger på den södra sluttningen av ett berg nära vägskälet där Länsväg 506 mot Duvberg utgår Riksväg 84, cirka sex kilometer västerut från tätorten Sveg.